# (5570) Kirsan
(5570) Kirsan es un asteroide perteneciente al cinturón exterior de asteroides descubierto el 4 de abril de 1976 por Nikolái Stepánovich Chernyj desde el Observatorio Astrofísico de Crimea (República de Crimea).

## Designación y nombre
Designado provisionalmente como 1976 GM7. Fue nombrado Kirsan en honor a Kirsan Nikolayevich Ilyumzhinov, maestro de ajedrez y presidente de la Federación Internacional de Ajedrez, elegido en 1996 para un segundo mandato.

## Características orbitales
Kirsan está situado a una distancia media del Sol de 3,231 ua, pudiendo alejarse hasta 3,465 ua y acercarse hasta 2,997 ua. Su excentricidad es 0,072 y la inclinación orbital 10,77 grados. Emplea 2122,04 días en completar una órbita alrededor del Sol.

## Características físicas
La magnitud absoluta de Kirsan es 12,5. Tiene 15,471 km de diámetro y su albedo se estima en 0,089. 